# Interface aluminate de lanthane-titanate de strontium

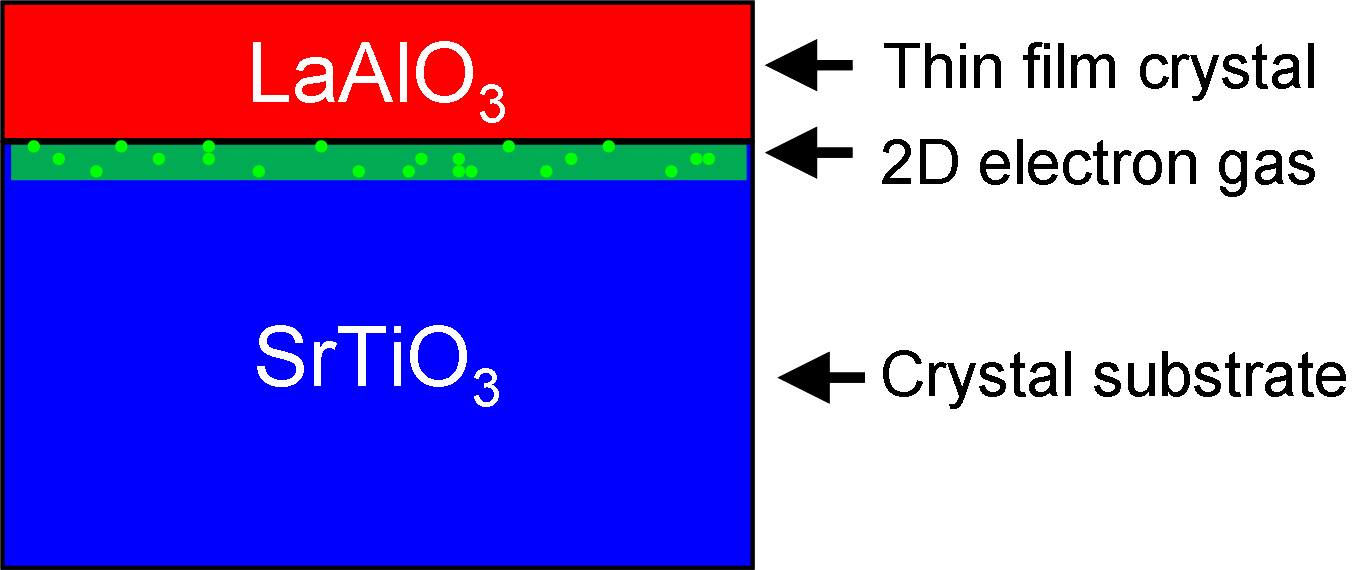

 (avril 2025).
La mise en forme du texte ne suit pas les recommandations de Wikipédia : il faut le « wikifier ».
Les points d'amélioration suivants sont les cas les plus fréquents. Le détail des points à revoir est peut-être précisé sur la page de discussion.
- Les titres sont pré-formatés par le logiciel. Ils ne sont ni en capitales, ni en gras.
- Le texte ne doit pas être écrit en capitales (les noms de famille non plus), ni en gras, ni en italique, ni en « petit »…
- Le gras n'est utilisé que pour surligner le titre de l'article dans l'introduction, une seule fois.
- L'italique est rarement utilisé : mots en langue étrangère, titres d'œuvres, noms de bateaux, etc.
- Les citations ne sont pas en italique mais en corps de texte normal. Elles sont entourées par des guillemets français : « et ».
- Les listes à puces sont à éviter, des paragraphes rédigés étant largement préférés. Les tableaux sont à réserver à la présentation de données structurées (résultats, etc.).
- Les appels de note de bas de page (petits chiffres en exposant, introduits par l'outil «  Source ») sont à placer entre la fin de phrase et le point final[comme ça].
- Les liens internes (vers d'autres articles de Wikipédia) sont à choisir avec parcimonie. Créez des liens vers des articles approfondissant le sujet. Les termes génériques sans rapport avec le sujet sont à éviter, ainsi que les répétitions de liens vers un même terme.
- Les liens externes sont à placer uniquement dans une section « Liens externes », à la fin de l'article. Ces liens sont à choisir avec parcimonie suivant les règles définies. Si un lien sert de source à l'article, son insertion dans le texte est à faire par les notes de bas de page.
- La présentation des références doit suivre les conventions bibliographiques. Il est recommandé d'utiliser les modèles {{Ouvrage}}, {{Chapitre}}, {{Article}}, {{Lien web}} et/ou {{Bibliographie}}. Le mode d'édition visuel peut mettre en forme automatiquement les références.
- Insérer une infobox (cadre d'informations à droite) n'est pas obligatoire pour parachever la mise en page.

Pour une aide détaillée, merci de consulter Aide:Wikification.
Si vous pensez que ces points ont été résolus, vous pouvez retirer ce bandeau et améliorer la mise en forme d'un autre article.
 (mars 2025).
L'interface aluminate de lanthane-titanate de strontium est une interface remarquable en ce qu'elle possède des propriétés, dites émergentes, que n'ont pas les deux matériaux qu'elle sépare : alors que l'aluminate de lanthane LaAlO3 et  et le titanate de strontium SrTiO3 sont des isolants électriques non magnétiques, leur interface peut présenter une conductivité électrique de type  métallique ou une supraconductivité, un ferromagnétisme, une grande magnétorésistance négative (dans le plan de l'interface) et une photoconductivité persistante géante. En 2025, l'étude de la façon dont ces propriétés émergent est un domaine de recherche en pleine croissance en physique de la matière condensée.

## Propriétés émergentes

### Conductivité
Dans les bonnes conditions, l'interface LaAlO 3 /SrTiO 3 est électriquement conductrice, comme un métal. La dépendance angulaire des oscillations de Shubnikov–de Haas indique que la conductivité est bidimensionnelle, ce qui conduit de nombreux chercheurs à la désigner comme un gaz d'électrons bidimensionnel (2DEG). Une étude par microscopie à force atomique à pointe conductrice révèle que l'épaisseur de confinement du 2DEG est inférieure à 7nm, bien inférieure au libre parcours moyen dans les deux autres directions planaires, justifiant d'autant plus la bidimensionnalité du 2DEG. Bidimensionnel ne signifie pas que la conductivité a une épaisseur nulle, mais plutôt que les électrons sont confinés pour se déplacer uniquement dans deux directions. On l'appelle aussi parfois liquide électronique bidimensionnel (2DEL) pour souligner l'importance des interactions inter-électroniques.

#### Conditions nécessaires à la conductivité
Toutes les interfaces LaAlO3 /SrTiO3 ne sont pas conductrices. En règle générale, la conductivité n'est obtenue que lorsque :
- L'interface LaAlO3 /SrTiO3 est dans la direction cristallographique 001, 110 et 111
- Le LaAlO3 et le SrTiO3 sont cristallins et épitaxiaux
- Le côté SrTiO3 de l'interface est terminé par TiO2 (ce qui fait que le côté LaAlO3 de l'interface est terminé par LaO)[1]
- La couche de LaAlO3 a une épaisseur d'au moins 4 cellules unitaires[9]

La conductivité peut également être obtenue lorsque le SrTiO3 est dopé avec des lacunes d'oxygène ; cependant, dans ce cas, l'interface est techniquement LaAlO3 /SrTiO3−x au lieu de LaAlO3 /SrTiO3.

#### Hypothèses de conductivité
La source de conductivité à l'interface LaAlO3 /SrTiO3 fait l'objet de débats depuis des années. SrTiO3 est un semi-conducteur à large bande interdite qui peut être dopé de type n de diverses manières. Clarifier le mécanisme derrière la conductivité est un objectif majeur de la recherche actuelle. Les quatre principales hypothèses sont les suivantes :
- "Catastrophe polaire"
- Lacunes d'oxygène
- Mélange d'ions à l'interface
- Distorsions structurelles

##### Catastrophe polaire

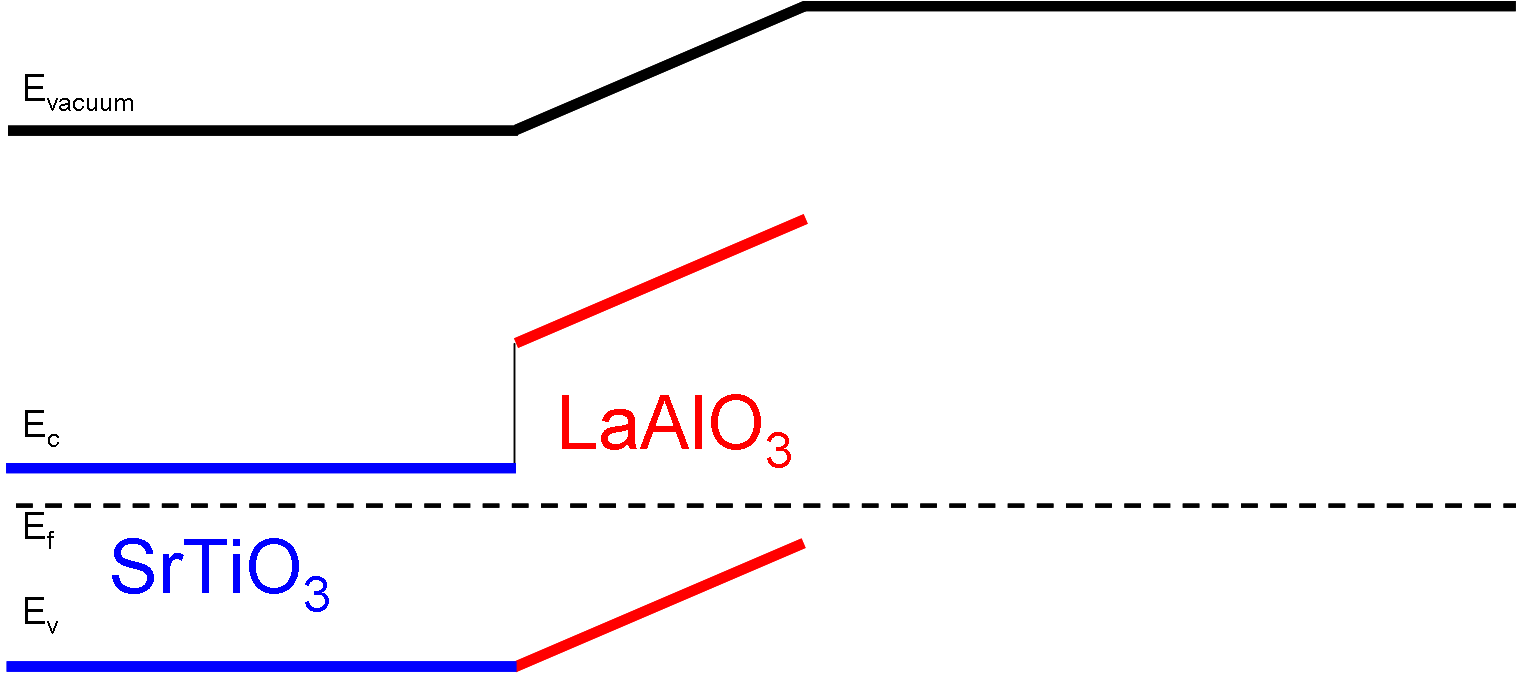
En dessous de l'épaisseur critique : Dans le puits quantique, l'énergie des électrons dans le LaAlO_{3} augmente, en raison du champ électrique intégré du LaAlO_{3}. (Pas à l'échelle)

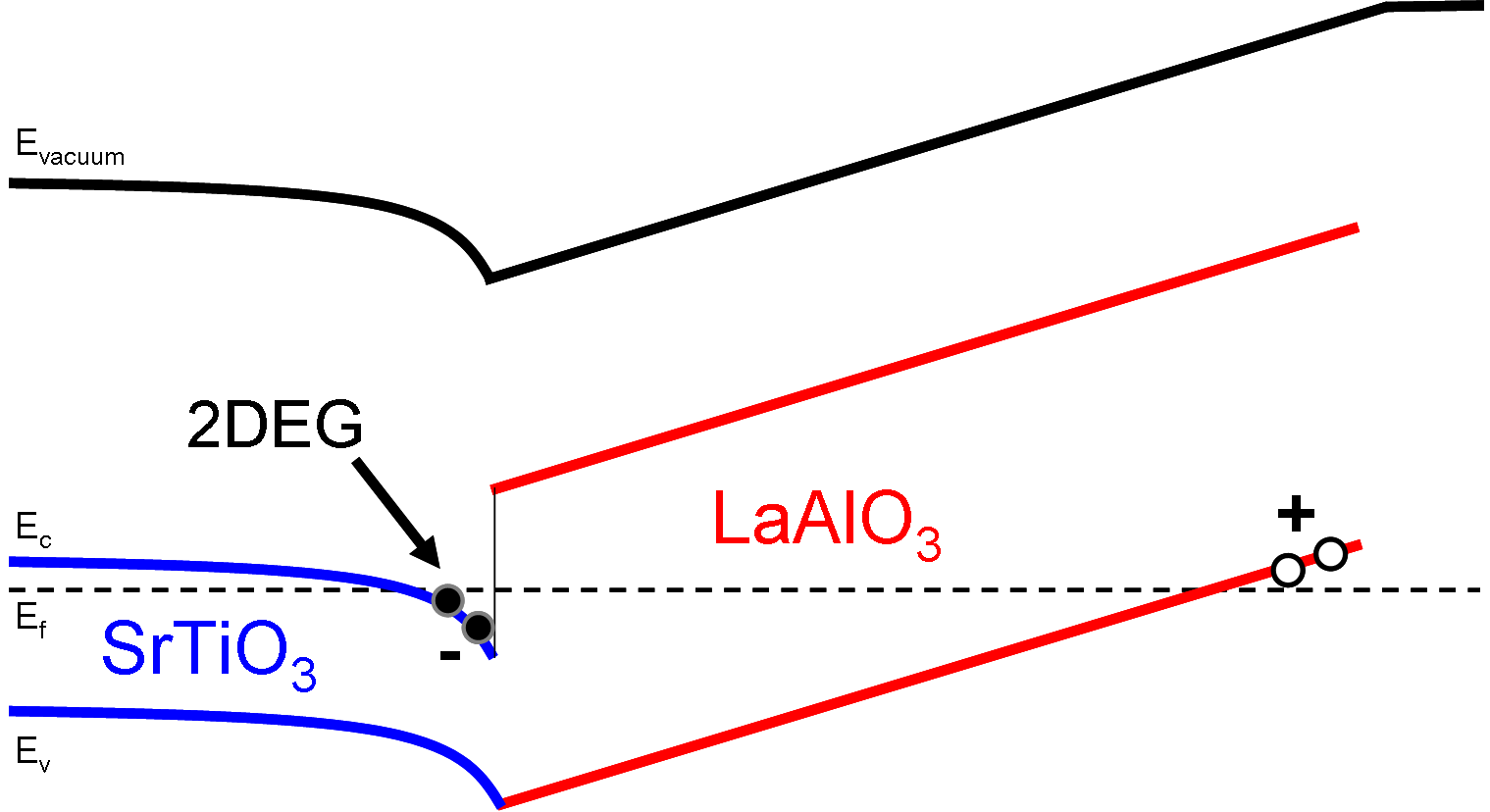
Au-dessus de l'épaisseur critique : à mesure que le LaAlO_{3} s'épaissit, l'énergie des électrons à la surface augmente si haut qu'ils partent, laissant derrière eux des trous (ou des lacunes d'oxygène). Les trous chargés positivement (ou lacunes d'oxygène) attirent les électrons vers les états vides de plus basse énergie, situés dans la bande de conduction du SrTiO_{3}. (Pas à l'échelle)

La catastrophe polaire a été le premier mécanisme utilisé pour expliquer la conductivité aux interfaces LaAlO3 /SrTiO3. Il postule que le LaAlO3, qui est polaire dans la direction 001 (ayant des couches alternées de charges positives et négatives), agit comme une porte électrostatique sur le semiconducteur SrTiO3. Lorsque la couche de LaAlO3 devient plus épaisse que trois cellules unitaires, son énergie de bande de valence s'élève au-dessus du niveau de Fermi, provoquant la formation de trous (ou de lacunes d'oxygène chargées positivement ) sur la surface extérieure du LaAlO3. La charge positive à la surface du LaAlO3 attire la charge négative vers les états disponibles à proximité. Dans le cas de l'interface LaAlO3 /SrTiO3, cela signifie que les électrons s'accumulent à la surface du SrTiO3, dans les bandes formées par les orbitales d du titane.
Les points forts de l'hypothèse de la catastrophe polaire sont qu'elle explique pourquoi la conductivité nécessite une épaisseur critique de quatre cellules unitaires de LaAlO3 et qu'elle explique pourquoi la conductivité nécessite que le SrTiO3 soit terminé par TiO2. L'hypothèse de la catastrophe polaire explique également pourquoi les alliages du LaAlO3 ont une épaisseur critique pour la conductivité supérieure.
Une faiblesse de l'hypothèse est qu'elle prédit que les films de LaAlO3 devraient présenter un champ électrique; jusqu'à présent, les expériences de photoémission de rayons X,, et d'autres expériences,, ont montré peu ou pas de champ présent dans les films de LaAlO3. L'hypothèse de la catastrophe polaire ne peut pas non plus expliquer pourquoi du Ti3+ est détecté lorsque les films de LaAlO3 sont plus minces que l'épaisseur critique pour la conductivité.
L'hypothèse de la catastrophe polaire est nommée ainsi en référence au scénario contrefactuel dans lequel les électrons ne s'accumulent pas à l'interface et où la tension dans le LaAlO3 s'accumule à jamais. L'hypothèse a également été appelée hypothèse de reconstruction électronique, soulignant le fait que ce sont les électrons, et non les ions, qui se déplacent pour compenser la tension crée par l'empilage de couches polaires de LaAlO3.

##### Lacunes d'oxygène
Une autre hypothèse est que la conductivité provient des électrons libres laissés par les lacunes d'oxygène dans le SrTiO3. On sait que SrTiO3 est facilement dopé par des lacunes d'oxygène, ce qui a été initialement considéré comme une hypothèse prometteuse. Cependant, les mesures de spectroscopie de perte d'énergie électronique ont limité la densité des lacunes d'oxygène bien en dessous de la densité nécessaire pour fournir les densités d'électrons libres mesurées. Une autre possibilité proposée est que les lacunes d'oxygène à la surface du LaAlO3 dopent à distance le SrTiO3. Dans des conditions de croissance génériques, plusieurs mécanismes peuvent coexister. Une étude systématique sur un large espace de paramètres de croissance a démontré différents rôles joués par la formation de lacunes d'oxygène et la reconstruction polaire à différentes interfaces. Une différence évidente entre les lacunes d'oxygène et la catastrophe polaire dans la création de la conductivité d'interface est que les porteurs des lacunes d'oxygène sont activés thermiquement car le niveau donneur des lacunes d'oxygène est généralement séparé de la bande de conduction SrTiO3, présentant par conséquent l'effet de gel des porteurs à basse température ; en revanche, les porteurs provenant de la catastrophe polaire sont transférés dans la bande de conduction SrTiO3 (orbitales 3d du titane) et sont donc dégénérés.

##### Mélange d'ions
Le lanthane est un dopant connu dans SrTiO3, il a donc été suggéré que du lanthanium du LaAlO3 se mélange au SrTiO3 et le dope négativement. De nombreuses études ont montré que le mélange se produit à l'interface ; cependant, il n'est pas clair que le mélange soit suffisant pour fournir tous les porteurs libres. Par exemple, une interface inversée entre un film de SrTiO3 et un substrat LaAlO 3 est isolante.

##### Distorsions structurelles
Une quatrième hypothèse est que la structure cristalline de LaAlO3 subit des rotations octaédriques en réponse à la contrainte du SrTiO3. Ces rotations octaédriques dans le LaAlO3 induisent des rotations octaédriques dans le SrTiO3, augmentant suffisamment la largeur de la bande d du Ti pour que les électrons ne soient plus localisés.

### Supraconductivité
La supraconductivité a été observée pour la première fois dans les interfaces LaAlO3 /SrTiO3 en 2007, avec une température critique d'environ 200 mK. Comme la conductivité, la supraconductivité semble être bidimensionnelle.

### Ferromagnétisme
La présence de ferromagnétisme dans LaAlO3 /SrTiO3 a été observé pour la première fois en 2007, lorsque des chercheurs néerlandais ont observé une hystérésis dans la magnétorésistance de LaAlO3 /SrTiO3. Des mesures de suivi avec magnétométrie de couple ont indiqué que le magnétisme dans LaAlO3 /SrTiO3 persistait jusqu'à la température ambiante. En 2011, des chercheurs de l'Université de Stanford ont utilisé un SQUID à balayage pour imager directement le ferromagnétisme et ont découvert qu'il se produisait dans des zones hétérogènes. Comme la conductivité dans LaAlO3/SrTiO3, le magnétisme n'apparaissait que lorsque les films de LaAlO 3 étaient plus épais que quelques cellules unitaires. Cependant, contrairement à la conductivité, le magnétisme a été observé sur les surfaces terminées par SrO ainsi que sur les surfaces terminées par TiO2.
La découverte du ferromagnétisme dans un matériau également supraconducteur a suscité une vague de recherches et de débats, car le ferromagnétisme et la supraconductivité ne coexistent presque jamais ensemble. Le ferromagnétisme nécessite que les spins des électrons s'alignent, tandis que la supraconductivité nécessite généralement que les spins des électrons s'anti-alignent.

### Magnétorésistance
Les mesures de magnétorésistance sont un outil expérimental majeur utilisé pour comprendre les propriétés électroniques des matériaux. La magnétorésistance des interfaces LaAlO3/SrTiO3 a été utilisée pour révéler la nature 2D de la conduction, les concentrations de porteurs (par l'effet Hall ), les mobilités des électrons, et plus encore.

#### Champ appliqué hors plan
À faible champ magnétique, la magnétorésistance de LaAlO3/SrTiO3 est parabolique par rapport au champ, comme prévu pour un métal ordinaire. Cependant, à des champs plus élevés, la magnétorésistance semble devenir linéaire par rapport au champ. La magnétorésistance linéaire peut avoir de nombreuses causes, mais jusqu'à présent, il n'existe pas de consensus scientifique sur la cause de la magnétorésistance linéaire dans les interfaces LaAlO3/SrTiO3. La magnétorésistance linéaire a également été mesurée dans des cristaux purs de SrTiO3, elle pourrait donc être sans rapport avec les propriétés émergentes de l'interface.

#### Champ appliqué dans le plan
À basse température (T < 30 K), l'interface LaAlO3/SrTiO3 présente une magnétorésistance négative dans le plan, jusqu'à -90 %. La grande magnétorésistance négative dans le plan a été attribuée à l'interaction spin-orbite améliorée de l'interface,.

### Distribution du gaz électronique à l'interface LaAlO3/SrTiO3
Expérimentalement, le profil de densité de charge du gaz d'électrons à l'interface LaAlO3/SrTiO3 présente une forme fortement asymétrique avec une décroissance initiale rapide au cours des 2 premiers nm et une queue prononcée qui s'étend jusqu'à environ 11 nm,. Une grande variété de calculs théoriques soutiennent ce résultat. Il est important de noter que pour obtenir la distribution des électrons, il faut prendre en compte la constante diélectrique de SrTiO3, qui est dépendante du champ electrique,,.

## Comparaison avec d'autres gaz d'électrons 2D
Le gaz d'électrons 2D à l'interface LaAlO 3 /SrTiO 3 est remarquable pour deux raisons principales. Premièrement, il présente une concentration en porteurs très élevée, de l’ordre de 1013 cm −2. Deuxièmement, si l’hypothèse de la catastrophe polaire est vraie, le gaz d’électrons 2D est potentiellement totalement exempt de désordre, contrairement aux autres gaz d’électrons 2D qui nécessitent un dopage ou une porte pour se former. Cependant, jusqu’à présent, les chercheurs n’ont pas réussi à synthétiser des interfaces qui tiennent la promesse d’un faible désordre.

## Méthodes de synthèse

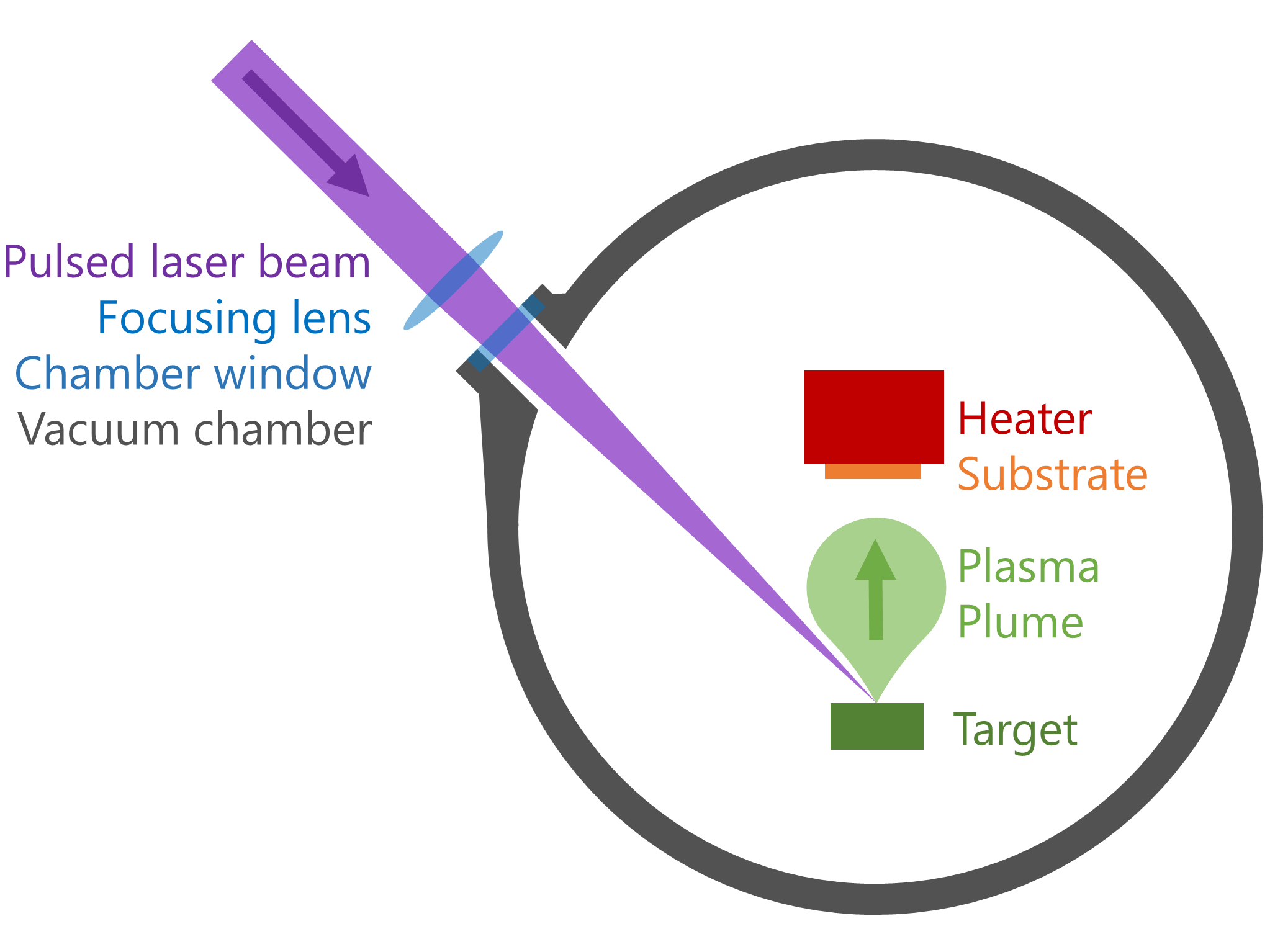
Les interfaces sont synthétisées en tirant un laser sur une cible de LaAlO_{3}. Le matériau ablaté s'envole de la cible et atterrit sur un cristal SrTiO_{3} chauffé.

La plupart des interfaces LaAlO3 /SrTiO3 sont synthétisées à l'aide d'un dépôt laser pulsé. Un laser haute puissance ablate une cible de LaAlO3 et le panache de matériau éjecté est déposé sur un substrat SrTiO3 chauffé. Les conditions typiques utilisées sont :
- Longueur d'onde laser de 248 nm
- Fluence laser de 0,5 J/cm 2 à 2 J/cm 2[39]
- Température du substrat de 600 °C à 850 °C[28]
- Pression partielle d'oxygène de 10 −5 Torr à 10 −3 Torr[28]

Certaines interfaces LaAlO 3 /SrTiO 3 ont également été synthétisées par épitaxie par jet moléculaire, pulvérisation cathodique et dépôt de couches atomiques.

## Interfaces similaires
Pour mieux comprendre l'interface LaAlO3 /SrTiO3, les chercheurs ont synthétisé un certain nombre d'interfaces analogues entre d'autres films de pérovskite polaire et SrTiO3. Certains de ces analogues ont des propriétés similaires à celles de LaAlO3/SrTiO3, mais d’autres non.

### Interfaces conductrices
- GdTiO3/SrTiO3[41]
- LaTiO3/SrTiO3[42]
- LaVO3/SrTiO3[42]
- LaGaO3/SrTiO3[43]
- PrAlO3/SrTiO3[44]
- NdAlO3/SrTiO3[44]
- NdGaO3/SrTiO3[44]
- GdAlO3/SrTiO3[45]
- Nd0,35Sr0,65 MnO3/SrTiO3[46]
- Al2O3/SrTiO3[47] ]
- amorphe -YAlO3/SrTiO3[40]
- La0,5Al0,5Sr0,5Ti0,5O3/SrTiO3[11]
- DyScO3/SrTiO3[48]
- KTaO3/SrTiO3
- CaZrO3/SrTiO3[49]

### Interfaces isolantes
- LaCrO3/SrTiO3[50]
- LaMnO3/SrTiO3[43]
- La2O3/SrTiO3[40] ]
- Y2O3/SrTiO3[40] ]
- LaYO3/SrTiO3[40]
- EuAlO3/SrTiO3[45]
- BiMnO3/SrTiO3[51]

## Applications
En 2015, il n'existe aucune application commerciale de l'interface LaAlO3/SrTiO3. Cependant, des applications spéculatives ont été suggérées, notamment des dispositifs à effet de champ, des capteurs, des photodétecteurs et des thermoélectriques ; LaVO3/SrTiO3 est une cellule solaire fonctionnelle bien que jusqu'à présent avec une faible efficacité.